# Wardriving
Le wardriving (de l'anglais, war pour wireless access research - mais l'acronyme correspond au mot guerre - et de driving pour conduite) consiste à balayer des réseaux sans fil à l'aide d'un ordinateur, d'un lecteur, enregistreur emulateur, d'un PDA ou d'un smartphone en utilisant une automobile comme moyen de transport. Le but est de pénétrer sans autorisation dans ces réseaux pour obtenir librement et anonymement un accès à internet ou aux postes connectés.
Cette technique s'est principalement développée avant la sécurisation systématique des connexions sans fil. Elle tend aujourd'hui à disparaître, mais quelques réseaux Wi-Fi restent encore, par négligence ou méconnaissance de leurs propriétaires, accessibles librement, sans chiffrement ni clé d'accès. De plus, une protection de chiffrement utilisée naguère couramment le WEP (Wired Equivalent Privacy) peut être cassée en une dizaine de minutes par interception et analyse des échanges réseau. Les clés WPA (Wi-Fi Protected Access), ont un plus haut niveau de sécurité, même si certaines techniques sont en cours de développement pour en venir à bout. Leur sécurité devient bonne avec des clés de chiffrement longues (20 caractères, par exemple).
Le wardriving est utilisé pour pouvoir accéder à internet au nom d'une autre personne et donc pouvoir, par exemple, se livrer à des actes de piratage sans pouvoir être inquiété.
Les wardrivers utilisent de temps à autre un GPS (ex: un GPS Bluetooth) connecté à un PDA où est installée une application qui répertorie les coordonnées géographiques, les SSID, les adresses MAC... des points d'accès balayés pour ensuite les importer dans un logiciel de cartographie (ou site tel Google Maps) pour avoir une carte complète des réseaux balayés ainsi que toutes les informations récoltées.

## Les variantes
Il existe des variantes au wardriving comme le warwalking (en marchant), le warbiking (à vélo) ou encore le warjogging (en courant). Ces variantes sont semblables au wardriving, mais se pratiquent via un autre moyen de locomotion. Cette pratique est parfois facilitée par le montage d'un dispositif Wi-Fi sur le véhicule.
Les inconvénients des méthodes comme le warwalking ou le warjogging sont une vitesse de déplacement plus lente (ce qui se traduit par des réseaux de moins en moins souvent découverts) et l'absence d'un environnement informatique pratique. Par conséquent, les appareils portatifs tels que les ordinateurs de poche, qui peuvent exécuter de telles tâches pendant que les utilisateurs marchent ou se tiennent debout, ont dominé cette pratique. Les progrès et les développements technologiques du début des années 2000 ont élargi la portée de cette pratique. Les progrès incluent les ordinateurs équipés d'une carte Wi-Fi intégrée, plutôt que les cartes CompactFlash (CF) ou PC Card (PCMCIA) dans les ordinateurs de poche Dell Axim, Compaq iPAQ et Toshiba à partir de 2002. Plus récemment, les communautés actives des passionnés de Nintendo DS et Sony PSP ont acquis des capacités Wi-Fi sur ces appareils. En outre, de nombreux smartphones plus récents intègrent le Wi-Fi et le GPS (Global Positioning System).
Warrailing, ou Wartraining, est semblable au wardriving, mais se fait sur un train ou un tramway plutôt que d'un véhicule plus lent plus contrôlable. Les inconvénients de cette méthode sont une plus grande vitesse de déplacement (résultant en des réseaux moins nombreux et plus rarement découverts) et des itinéraires souvent limités.

## Cartographie
Les Wardrivers utilisent un appareil équipé d'un WIFI et un GPS pour enregistrer l'emplacement des réseaux sans fil. Les résultats peuvent ensuite être téléchargés sur des sites comme WiGLE, openBmap ou Geomena où les données sont traitées pour former des cartes du voisinage du réseau. Il y a également des clients disponibles pour les smartphones fonctionnant sous Android qui peuvent télécharger des données directement. Pour une meilleure portée et sensibilité, les antennes sont construites ou achetées, et varient d'omnidirectionnelles à très directionnelles.
Les cartes d'ID de réseau connus peuvent ensuite être utilisées comme système de géolocalisation - une alternative au GPS - en triangulant la position actuelle à partir de l'intensité du signal des ID de réseau connus. Exemples: Place Lab d'Intel, Skyhook, Navizon de Cyril Houri, SeekerLocate de Seeker Wireless, openBmap et Geomena. Navizon et openBmap combinent des informations provenant du Wi-Fi et des cartes de tours de téléphone cellulaire fournies par les utilisateurs de téléphones portables équipés de Wi-Fi. En plus de la localisation, cela fournit des informations de navigation, et permet de suivre la position des amis, et de géolocaliser.
En décembre 2004, une classe de 100 étudiants de premier cycle a travaillé pendant plusieurs semaines à cartographier la ville de Seattle, dans l'État de Washington. Ils ont trouvé 5 225 points d'accès; 44 % étaient sécurisés par cryptage WEP, 52 % étaient ouverts et 3 % payants. Ils ont remarqué des tendances dans la fréquence et la sécurité des réseaux en fonction de leur localisation. Bon nombre des réseaux ouverts étaient clairement destinés à être utilisés par le grand public, avec des noms de réseaux comme "Open to share, no porn please" ou "Free access, be nice". L'information a été recueillie sous forme de cartes à haute résolution qui ont été publiées en ligne. Les efforts précédents avaient cartographié des villes comme Dublin.

## Logiciels
- iStumbler (en)
- InSSIDer
- Kismet
- KisMAC
- NetSpot (en)[1]
- NetStumbler
- WiFi-Where (en)[2]
- WiGLE for Android

Il existe également des applications de wardriving pour les consoles de jeux portables qui prennent en charge le Wi-Fi, comme sniff jazzbox/wardive pour la Nintendo DS/Android, Road Dog pour le Sony PSP, WiFi-Where pour l'iPhone, G-MoN, Wardrive, Wigle Wifi pour Android, et WlanPollution pour les périphériques Symbian Nokia S60. Il existe également un mode dans Metal Gear Solid : Portable Ops pour le Sony PSP (où le lecteur est capable de trouver de nouveaux camarades en cherchant des points d'accès sans fil) qui peut être utilisé pour garder les enfants. Treasure World for the DS est un jeu commercial dans lequel le gameplay tourne entièrement autour de la surveillance.